# مارجريت ميلار
مارجريت ميلار (بالإنجليزية: Margaret Millar)‏‏ (5 فبراير 1915 في كيتشنر، أونتاريو - 26 مارس 1994 في سانتا باربارا، كاليفورنيا) كاتِبة، وروائية من كندا.

## التعليم
تعلمت مارجريت ميلار في:
- جامعة تورنتو

## الجوائز
حصلت مارجريت ميلار على الجوائز الآتية:
- جائزة إدغار

## روابط خارجية
- مارجريت ميلار على موقع IMDb (الإنجليزية)
- مارجريت ميلار على موقع ميوزك برينز (الإنجليزية)